# Sabal
Sabal es un género con quince especies de plantas con flores perteneciente a la familia  de las palmeras (Arecaceae).  Es el único género de la tribu Sabaleae.

## Distribución y hábitat
Las especies son nativas de las regiones tropicales templadas a cálidas  del Nuevo Mundo, desde el sureste de Estados Unidos al sur a través del Mar Caribe, México y Centroamérica hasta Colombia y Venezuela en el norte de América del Sur.

## Descripción
Son palmas inermes, pequeñas, medianas o grandes, solitarias; con tallos generalmente pesados, ásperos, fibrosos, de 15–20 m de alto y 20–35 cm de diámetro, frecuentemente cubiertos por las bases partidas de las hojas persistentes; plantas hermafroditas. Hojas costado-palmeadas con vaina fibrosa, desintegrándose rápidamente, lámina flabelada, de 2 m de ancho, con una costa fuerte y continua con el pecíolo, en general fuertemente recurvada; segmentos de 100 cm de largo y 4–7 cm de ancho, con 1 nervio medio principal y ápice profundamente bífido, connados y plegados, generalmente con numerosas fibras filiformes marginales y libres, lígula de 10–18 cm de largo; pecíolo conspicuo, 100–200 cm de largo, acanalado adaxialmente, redondeado abaxialmente, generalmente con márgenes afilados, partido en la base de la porción envainadora. Inflorescencias interfoliares, casi tan larga como las hojas, muy ramificadas, los ejes mayormente cubiertos por brácteas envainadoras; flores sésiles, solitarias; cáliz 3-dentado, cupuliforme a urceolado; pétalos valvados apicalmente; estambres 6. Frutos esféricos, oblatos o subpiriformes, 11–20 mm de diámetro, residuo estilar subbasal, mesocarpo carnoso, endocarpo membranáceo; semilla 1, deprimido-globosa, 7.7–13.3 mm de diámetro, endosperma homogéneo, embrión lateral, eofilo angostamente lanceolado.

## Taxonomía
El género fue descrito por Michel Adanson y publicado en Familles des Plantes 2: 495, 599. 1763. La especie tipo es: Sabal adansonii Guers. 
Etimología
Sabal: nombre genérico con una derivación desconocida, quizás basado en un nombre vernáculo.

## Especies
- Sabal bermudana - Bermudas
- Sabal causiarum - Puerto Rico, Haití, República Dominicana.
- Sabal domingensis - Cuba, República Dominicana, Haití.
- Sabal etonia - Florida
- Sabal gretheriae - México
- Sabal guatemalensis - sur de México y Guatemala.
- Sabal maritima - Jamaica y Cuba
- Sabal mauritiiformis - sur de México, Colombia, Venezuela, y Trinidad.
- Sabal mexicana - sur de Texas, México a Nicaragua.[5]
- Sabal miamiensis - Florida
- Sabal minor - Estados Unidos (Florida, Carolina del Norte, a Texas).
- Sabal palmetto - Florida, Carolina del Norte, Cuba, y Bahamas.
- Sabal parviflora - Cuba
- Sabal pumos - México
- Sabal rosei - México
- Sabal uresana - México
- Sabal yapa Cana Rata - México, Belice, Cuba.